# Seighford
Seighford är en ort och civil parish i Storbritannien.   Den ligger i grevskapet Staffordshire och riksdelen England, i den södra delen av landet, 200 km nordväst om huvudstaden London. Seighford ligger 88 meter över havet och antalet invånare är 1 750.
Terrängen runt Seighford är platt. Runt Seighford är det tätbefolkat, med 257 invånare per kvadratkilometer. Närmaste större samhälle är Stafford, 4,5 km öster om Seighford. Trakten runt Seighford består i huvudsak av gräsmarker.